# Raga
Raga (rāg (राग) em hindi, rāgaḥ (रागः) em sânscrito, ou ainda rāgam (ராகம்) em tâmil) é como se chamam os modos usados na música clássica indiana. Trata-se de um conjunto de sete svars; nome pelo qual as notas musicais são conhecidas na música clássica indiana. Elas são aplicadas em suas formas "natural", "bemol" ou "sustenido".
O raga é um conceito central na música indiana, predominante em sua expressão. De acordo com Walter Kaufmann, embora seja uma uma característica marcante e importante da música indiana, uma definição de raga não pode ser dada em uma ou duas frases. Raga pode ser descrito, aproximadamente, como uma entidade musical que utiliza entonação de notas, duração relativa e ordem — de maneira similar a como palavras formam frases — para criar uma atmosfera de expressão.
Em alguns casos, certas regras são consideradas obrigatórias; em outros, opcionais. O raga permite flexibilidade: o artista pode depender da simples expressão ou adicionar ornamentações e, ainda assim, expressar a mesma mensagem essencial, evocando, porém, uma diferente intensidade de clima ou espírito. Os ragas costumam ser associados a diferentes momentos do dia.
Um raga não é uma melodia, pois o mesmo raga pode produzir infinitas melodias. Tampouco é uma escala, pois muitos ragas podem ser utilizados na mesma escala. Um raga, afirma Bruno Nettl e outros estudiosos da música, é um conceito similar ao de modo, algo entre os domínios da melodia e da escala, melhor concebido como uma "gama única de características melódicas, mapeadas e organizadas para um único sentimento estético no ouvinte". O objetivo de um raga e de seu artista é criar rasa (essência, sentimento, atmosfera) com música, como a dança clássica indiana faz com as artes cênicas. Na tradição indiana, danças clássicas são realizadas com músicas de vários ragas.
Um raga tem um conjunto determinado de notas, organizadas em melodias com temas musicais. Segundo Bruno Nettl, um músico tocando um raga pode, tradicionalmente, usar apenas estas notas, mas ele é livre para enfatizar ou improvisar certos degraus da escala. A tradição indiana sugere, para cada raga, uma certa sequência de notas para que a performance crie um rasa (clima, atmosfera, essência, sentimento interior) que seja único a cada raga. Um raga pode ser escrito numa escala. Teoricamente, milhares de ragas são possíveis dadas cinco ou mais notas, mas, na prática, o tradição indiana clássica se aperfeiçoou e, tipicamente, depende de várias centenas. A maioria dos artistas possui, em seu repertório básico, de quarenta a cinquenta ragas. Na música clássica indiana, raga está intimamente ligado a tala, ou orientação sobre a "divisão do tempo", com cada unidade sendo chamada de matra (batida, e duração entre batidas).
As ragas podem ser classificadas em uma de dez thats, sendo cada that formado por um grande número de ragas e cada um contendo uma raga considerada emblemática daquele that. Uma raga sempre contém uma nota principal, chamada de vadi, e uma nota secundária, chamada de samvadi e normalmente a uma quarta ou quinta de distância.
Algumas ragas' podem incorporar uma nota que não faz parte dele (chamada de vivadi svar), mas sempre com grande cautela para não comprometer a estrutura geral da peça.